# Ismail Sabri Pascha
Ismail Sabri Pascha (arabisch إسماعيل صبري باشا, DMG Ismāʿīl Ṣabrī Bāšā; * 16. Februar 1854 in Kairo; † 16. März 1923) war ein ägyptischer Dichter und Staatsmann. Er trug zur Entstehung eines Nationalbewusstseins in seinem Land bei. Er wurde mit dem Titel Schaich asch-Schuʿarā’, das heißt Meister der Dichter, geehrt.

## Leben
Ismail Sabri wurde am 16. Februar 1854 in Kairo geboren. In seiner Jugend hatte er die Möglichkeit, sich zu Hause in Poesie anleiten zu lassen. Er nahm sich Mahmud Sami al-Barudi als Vorbild. Er wurde von Khedive Ismail Pascha nach Frankreich geschickt, um Jura zu studieren. Nach seiner Rückkehr nach Ägypten arbeitete er an verschiedenen Höfen seines Landes. Er starb am 16. März 1923.